# Don Sweeney
Donald Clarke Sweeney (* 17. August 1966 in St. Stephen, New Brunswick) ist ein ehemaliger kanadischer Eishockeyspieler und derzeitiger -funktionär. Seit Mai 2015 ist er General Manager der Boston Bruins aus der National Hockey League, für die bereits seit dem Sommer 2006 in verschiedenen Funktionärspositionen tätig gewesen war. Während seiner Karriere als Spieler war Sweeney zwischen 1988 und 2004 bereits 15 Jahre für die Boston Bruins sowie ein weiteres für die Dallas Stars in der National Hockey League auf der Position des Verteidigers aktiv. Mit dem kanadischen Nationalteam gewann er bei der Weltmeisterschaft 1997 die Goldmedaille.
Sweeney ist seit 1999 mit der kanadischen Eiskunstläuferin und zweifachen Olympionikin Christine Hough verheiratet.

## Karriere
Sweeney wurde direkt nach Beendigung der High School von den Boston Bruins gedraftet. Sie wählten ihn in NHL Entry Draft 1984 in der achten Runde an 166. Stelle aus. Der Verteidiger verbrachte die folgenden vier Jahre an der Harvard University, wo er für das hiesige Eishockeyteam in der ECAC Hockey, einer Division der National Collegiate Athletic Association, spielte. In seinem dritten Jahr gewann er mit dem Team die Divisionsmeisterschaft.
Nach Beendigung seines vierten College-Jahres wechselte der Kanadier schließlich in die Organisation der Bruins, wo er zunächst bei den Maine Mariners in der American Hockey League zum Einsatz kam. Schon im Verlauf der Saison 1988/89 debütierte er aber für die Bruins in der NHL und entwickelte sich bei diesen in den folgenden 15 Jahren zu einem Fixpunkt in der Defensive. Insgesamt absolvierte Sweeney 1052 Begegnungen in der regulären Saison für die Boston Bruins – und damit hinter Ray Bourque und Johnny Bucyk – die drittmeisten in der Geschichte des Franchises. Sein produktivstes Spieljahr hatte der Verteidiger in der Spielzeit 1992/93, als ihm in 84 Begegnungen insgesamt 34 Scorerpunkte gelangen. Zum Ausklang seiner Karriere wechselte er zur Saison 2003/04 als Free Agent für ein Jahr zu den Dallas Stars, ehe er seine Schlittschuhe an den Nagel hing.
Im Anschluss an seine Spielerkarriere kehrte Sweeney im Jahr 2006 zu den Boston Bruins zurück. Dort wurde er zunächst als Director of Player Development angestellt. Ein Jahr später folgte der Posten des Director of Hockey Operations. Beide Stellen bekleidete er bis zum Sommer 2009, ehe er zum Assistenten des damaligen General Managers Peter Chiarelli befördert wurde. In dieser Anstellung errang Sweeney mit den Bruins am Ende der Saison 2010/11 den Stanley Cup, den er als Spieler nie hatte gewinnen können.
Zur Saison 2014/15 erhielt Sweeney auch die Befugnisse als General Manager der Providence Bruins, das Farmteam Bostons aus der American Hockey League. Nach der Entlassung Chiarellis im Mai 2015 übernahm Sweeney auch die Geschäfte als hauptverantwortlicher General Manager der Boston Bruins. In dieser Funktion führte er das Team ins Endspiel der Playoffs 2019, unterlag dort allerdings den St. Louis Blues. Dennoch erhielt er am Saisonende den NHL General Manager of the Year Award.

### International
Sweeney nahm mit der kanadischen Nationalmannschaft an der Weltmeisterschaft 1997 in Finnland teil, nachdem sich die Boston Bruins, erstmals seit er zu deren Team gehörte, nicht für die Play-offs qualifiziert hatten. Der Verteidiger bestritt alle elf Turnierspiele für die Kanadier, in denen er ein Tor erzielte und drei weitere vorbereitete. Gekrönt wurde das Turnier mit dem Gewinn der Goldmedaille.

## Erfolge und Auszeichnungen
| - 1987 Whitelaw-Cup-Gewinn mit der Harvard University - 1988 ECAC First All-Star Team - 1988 NCAA East Second All-American Team | - 2011 Stanley-Cup-Gewinn mit den Boston Bruins (als Assistenz-General-Manager) - 2019 NHL General Manager of the Year Award |

### International
- 1997 Goldmedaille bei der Weltmeisterschaft

## Karrierestatistik

### International
Vertrat Kanada bei:
- Weltmeisterschaft 1997

(Legende zur Spielerstatistik: Sp oder GP = absolvierte Spiele; T oder G = erzielte Tore; V oder A = erzielte Assists; Pkt oder Pts = erzielte Scorerpunkte; SM oder PIM = erhaltene Strafminuten; +/− = Plus/Minus-Bilanz; PP = erzielte Überzahltore; SH = erzielte Unterzahltore; GW = erzielte Siegtore; 1 Play-downs/Relegation; Kursiv: Statistik nicht vollständig)